# Armorial des freguesias de Torres Novas
- il comporte peu ou pas de sources.
- il reste des blasons à dessiner dans cet armorial.

Cette page donne les armoiries (figures et blasonnements) des freguesias de Torres Novas. 
| Image | Nom de la commune et blasonnement |
| ----- | --------------------------------- |
|       | Alcorochel                        |
|       | Assentis                          |
|       | Brogueira                         |
|       | Chancelaria                       |
|       | Lapas                             |
|       | Meia Via                          |
|       | Olaia                             |
|       | Paço                              |
|       | Parceiros de Igreja               |
|       | Pedrógão                          |
|       | Riachos                           |
|       | Ribeira Branca                    |
|       | Salvador                          |
|       | Santa Maria                       |
|       | Santiago                          |
|       | São Pedro                         |
|       | Zibreira                          |